# 피드백 간섭 제거 빔포밍
피드백 간섭 제거 빔포밍(limited feedback zero forcing beamforming)는 단말기로부터 피드백한 부정확한 채널 정보를 바탕으로 간섭 제거 빔포밍을 수행하는 경우를 말한다. 피드백 간섭 제거 빔포밍은 부분적으로 부정확한 채널을 통해 빔포밍 벡터들을 만들므로 완전한 간섭제거를 할 수는 없다. 채널의 정확도가 높아질수록 간섭 제거의 성능이 높아진다.

## 참고 문헌
- T. M. Cover and J. A. Thomas, Elementary of Information Theory, John Wiley & Sons, New York, 1991.
- N. Jindal, MIMO Broadcast Channels with Finite Rate Feedback, IEEE Trans. Information Theory, Vol. 52, No. 11, pp. 5045-5059, Nov. 2006.

## 같이 보기
- 다운링크 빔포밍
- 빔포밍
- 간섭 제거 빔포밍